# Osmia neocyanopoda
Osmia neocyanopoda är en biart som beskrevs av rust, Richard Mitchell Bohart och > 1986. Osmia neocyanopoda ingår i släktet murarbin, och familjen buksamlarbin. Inga underarter finns listade i Catalogue of Life.